# Финько, Олег Александрович
Олег Александрович Финько (род. 23 мая 1941, Москва)— российский политик, заместитель председателя ЛДПР (1996-2003). Бывший председатель ЦКРК Справедливой России. Депутат Государственной думы 1, 2, 3, 6 созывов.

## Биография
Родился в Москве в 1944 году.
С 1961 по 1991 год работал корреспондентом, заведующим отделом дальневосточных газет, специальным корреспондентом «Комсомольской правды». В 1966 году окончил факультет журналистики Дальневосточного государственного университета во Владивостоке. В том же году вступил в КПСС. В 1991 году вступил в ЛДПСС. С Жириновским знаком с конца 80-х годов, в то время, когда будущий лидер ЛДПР работал юрисконсультом в издательстве «Мир». С 1991 по 1993 год был главным редактором «Юридической газеты» (был также учредителем газеты «Всероссийские новости»).

### Депутат ГД
В 1993 году включен в Федеральный список ЛДПР на выборах в Государственную думу 1 созыва (номер 16). Избран.
Вошёл в комитет ГД по информационной политике и связи. Был заместителем председателя комитета.
В 1996 году включен в Федеральный список ЛДПР на выборах в Государственную думу 2 созыва (номер 11). Избран
Вошёл в комитет ГД по информационной политике. Был председателем комитета.
Был председателем комиссии ГД, проводившей парламентское расследование гибели депутата Государственной Думы Л. Я. Рохлина.
Доверенное лицо Жириновского на выборах президента России в 1996 году.
На выборах 1999 года вошёл в первую тройку Блока Жириновского, как председатель Партии духовного возрождения России. Впоследствии вышел из ЛДПР.
15 октября 2014 года получил мандат депутата Государственной Думы VI созыва Светланы Горячевой (перешла в Совет Федерации), был заместителем председателя комитета ГД по Регламенту и организации работы Государственной Думы. Член фракции Справедливая Россия.
В 2018 году был заместителем председателя Центральной контрольно-ревизионной комиссии Справедливой России.